# رشد (فلم)
رشد (بالإنجليزية : Rushed) هو فيلم دراما رعب وغموض أمريكي أصدر عام 2021. الفيلم من إخراج فيبيكا مواسيا ومن بطولة شيبان فالون هوجان (التي قامت بكتابة السيناريو أيضا) وروبرت باتريك.

## طاقم الممثلين
- شيبان فالون هوجان - باربرا أوبراين
- روبرت باتريك - جيم أوبراين
- جيك ويري - ستيفن كرويشن
- جاي جاي وارن - جيمي أوبراين
- جاستن لينفيل - فيرجيل

## إنتاج
تم تصوير بعض مشاهد الفيلم في منزل الممثلة شيبان فالون هوجان في نيو جيرسي. آخر يومين من فترة التصوير كان في وسط نيويورك.

## إصدار
تم الإعلان عن حصول شركة فيرتيكال إنترتينمينت على حقوق توزيع الفيلم في أمريكا الشمالية في شهر يونيو عام 2021. تم عرض الفيلم في دور عرض مختارة منذ بداية تاريخ 27 أغسطس 2021.

## نقد
حصل الفيلم على تقييم 88% على موقع روتن توميتوز وهي نسبة مبنية على ثمانية مراجعات نقدية.

## روابط خارجية
- رشد  في قاعدة بيانات الأفلام على الإنترنت (بالإنجليزية)
- رشد (فلم) في روتن توميتوز.